# Poyenberg
Poyenberg – miejscowość i gmina w Niemczech, w kraju związkowym Szlezwik-Holsztyn, w powiecie Steinburg, wchodzi w skład urzędu Kellinghusen.